# Carlos Torres (astronome)
Pour les articles homonymes, voir Carlos Torres.
Carlos Torres est un astronome de l'université du Chili.
Entre 1968 et 1982, il a découvert ou co-découvert trente-sept astéroïdes à partir de la station astronomique du Cerro El Roble appartenant à l'université du Chili.

## Astéroïdes découverts
| (1973) Colocolo[1]                                      | 18 juillet 1968   |
| (1974) Caupolican[1]                                    | 18 juillet 1968   |
| (1992) Galvarino[1]                                     | 18 juillet 1968   |
| (2028) Janequeo[1]                                      | 18 juillet 1968   |
| (2282) Andrés Bello                                     | 22 mars 1974      |
| (2518) Rutllant                                         | 22 mars 1974      |
| (2654) Ristenpart[1]                                    | 18 juillet 1968   |
| (2741) Valdivia[2]                                      | 1er décembre 1975 |
| (2784) Domeyko                                          | 15 avril 1975     |
| (2858) Carlosporter[2]                                  | 1er décembre 1975 |
| (2976) Lautaro                                          | 22 avril 1974     |
| (3050) Carrera                                          | 13 juillet 1972   |
| (3361) Orphée                                           | 24 avril 1982     |
| (3922) Heather                                          | 26 septembre 1971 |
| (3970) Herran                                           | 28 juin 1979      |
| (4269) Bogado                                           | 22 mars 1974      |
| (4853) Marielukac                                       | 28 juin 1979      |
| (4878) Gilhutton[1]                                     | 18 juillet 1968   |
| (4881) Robmackintosh                                    | 1er décembre 1975 |
| (5569) Colby                                            | 22 mars 1974      |
| (5659) Vergara[1]                                       | 18 juillet 1968   |
| (6217) Kodai[2]                                         | 1er décembre 1975 |
| (6888) 1971 BD3[3]                                      | 27 janvier 1971   |
| (6889) 1971 RA[3]                                       | 15 septembre 1971 |
| (6940) 1972 HL1                                         | 19 avril 1972     |
| (7045) 1974 FJ                                          | 22 mars 1974      |
| (7151) 1971 SX3                                         | 26 septembre 1971 |
| (7975) 1974 FD                                          | 22 mars 1974      |
| (8605) 1968 OH[1]                                       | 18 juillet 1968   |
| (9917) Keynes                                           | 26 juin 1979      |
| (10993) 1975 XF[2]                                      | 1er décembre 1975 |
| (12660) 1975 NC[2]                                      | 15 juillet 1975   |
| (16352) 1974 FF                                         | 22 mars 1974      |
| (17350) 1968 OJ[1]                                      | 18 juillet 1968   |
| (27655) 1968 OK[1]                                      | 18 juillet 1968   |
| (29079) 1975 XD[2]                                      | 1er décembre 1975 |
| (43722) Carloseduardo[1]                                | 18 juillet 1968   |
| 1. avec S. Cofré 2. avec Sergio Barros 3. avec J. Petit |                   |